# اشتراک پرونده

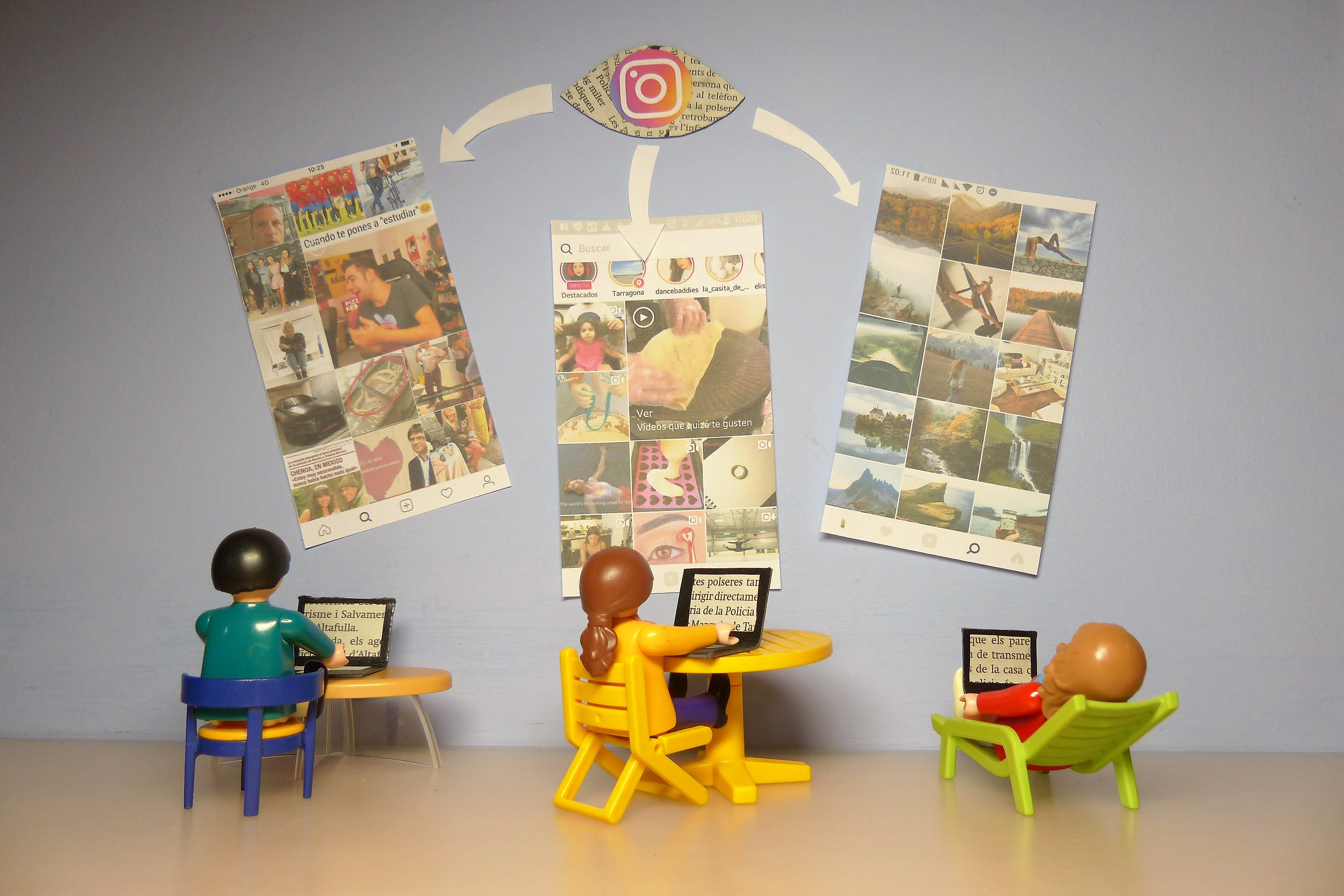
اشتراک گذاری اطلاعات در اینستاگرام

اشتراک پرونده به عمل توزیع یا فراهم آوردن دسترسی برای اطلاعات دیجیتالی از قبیل برنامه‌های کامپیوتری، چندرسانه‌ای (آوا، نگاره و ویدئو)، مستندات و کتاب‌های الکترونیکی گفته می‌شود.

## انواع

### خدمات همگام‌سازی فایل و دسترسی مشترک
همگام‌سازی فایل و به‌ اشتراک‌ گذاری آنها خدمات ابری به طور خودکار انتقال فایل‌ها را پیاده‌سازی می‌کنند و آن‌ها را در یک پوشه مخصوص برای دسترسی مشترک بر روی دستگاه‌های شبکه‌ای هر کاربر به‌روزرسانی می‌کنند. فایل‌هایی که در این پوشه قرار می‌گیرند، معمولاً از طریق وب‌سایت و برنامه‌ی موبایل قابل‌دسترسی هستند و می‌توان به راحتی آن‌ها را برای مشاهده یا همکاری با کاربران دیگر به اشتراک گذاشت. اینگونه خدمات به دلیل میزبان‌های فایل مصرف‌کننده‌محور مانند Dropbox و گوگل درایو محبوب شده‌اند. با افزایش نیاز به اشتراک‌گذاری آسان فایل‌های بزرگ در اینترنت، پلتفرم‌های جدید دسترسی باز ظهور کرده‌اند که خدمات بیشتری علاوه بر عملکردهای اصلی خود ارائه می‌دهند (ذخیره‌سازی ابری، همگام‌سازی چند دستگاهی، همکاری آنلاین)، نظیر ShareFile، Tresorit، WeTransfer یا Hightail.
rsync یک برنامه سنتی‌تر است که در سال 1996 منتشر شد و فایل‌ها را به‌طور مستقیم بین کامپیوترها همگام‌سازی می‌کند.
همگام‌سازی داده‌ها به‌طور کلی ممکن است از روش‌های دیگر برای تبادل فایل‌ها استفاده کند، مانند سیستم‌های فایل توزیع‌شده، کنترل نسخه یا آینه‌سازی.

### دسترسی همتا به همتا به فایل‌ها
اشتراک‌گذاری فایل همتا به همتا بر اساس معماری برنامه‌های همتا به همتا (P2P) است. فایل‌های مشترک بر روی کامپیوترهای دیگر کاربران در سرورهای فهرست فهرست‌بندی می‌شوند. فناوری P2P توسط خدمات محبوبی مانند Napster و LimeWire استفاده شده است. محبوب‌ترین پروتکل برای اشتراک‌گذاری P2P، BitTorrent است.

## دسترسی مشترک به فایل‌های دانشگاهی
علاوه بر اشتراک‌گذاری فایل‌ها برای اهداف سرگرمی، اشتراک‌گذاری فایل‌های دانشگاهی به موضوع نگرانی فزاینده‌ای بدل شده است، زیرا در بسیاری از مؤسسات آموزشی به‌عنوان نقض صداقت علمی در نظر گرفته می‌شود. اشتراک‌گذاری فایل‌های دانشگاهی توسط شرکت‌هایی نظیر Chegg و Course Hero در سال‌های اخیر موضوع بحث‌برانگیز ویژه‌ای بوده است.

## انواع اشتراک پرونده
- همتا به همتا (P2P)
- خدمات میزبانی پرونده